# Kaka-Szura
Kaka-Szura (ros. Кака-Шура) – wieś w Rosji, w Dagestanie, w rejonie karabidachkienckim. W 2010 liczyła 6030 mieszkańców, głównie Kumyków.